# Subitisme (bouddhisme)
 (septembre 2024).
La mise en forme du texte ne suit pas les recommandations de Wikipédia : il faut le « wikifier ».
Les points d'amélioration suivants sont les cas les plus fréquents. Le détail des points à revoir est peut-être précisé sur la page de discussion.
- Les titres sont pré-formatés par le logiciel. Ils ne sont ni en capitales, ni en gras.
- Le texte ne doit pas être écrit en capitales (les noms de famille non plus), ni en gras, ni en italique, ni en « petit »…
- Le gras n'est utilisé que pour surligner le titre de l'article dans l'introduction, une seule fois.
- L'italique est rarement utilisé : mots en langue étrangère, titres d'œuvres, noms de bateaux, etc.
- Les citations ne sont pas en italique mais en corps de texte normal. Elles sont entourées par des guillemets français : « et ».
- Les listes à puces sont à éviter, des paragraphes rédigés étant largement préférés. Les tableaux sont à réserver à la présentation de données structurées (résultats, etc.).
- Les appels de note de bas de page (petits chiffres en exposant, introduits par l'outil «  Source ») sont à placer entre la fin de phrase et le point final[comme ça].
- Les liens internes (vers d'autres articles de Wikipédia) sont à choisir avec parcimonie. Créez des liens vers des articles approfondissant le sujet. Les termes génériques sans rapport avec le sujet sont à éviter, ainsi que les répétitions de liens vers un même terme.
- Les liens externes sont à placer uniquement dans une section « Liens externes », à la fin de l'article. Ces liens sont à choisir avec parcimonie suivant les règles définies. Si un lien sert de source à l'article, son insertion dans le texte est à faire par les notes de bas de page.
- La présentation des références doit suivre les conventions bibliographiques. Il est recommandé d'utiliser les modèles {{Ouvrage}}, {{Chapitre}}, {{Article}}, {{Lien web}} et/ou {{Bibliographie}}. Le mode d'édition visuel peut mettre en forme automatiquement les références.
- Insérer une infobox (cadre d'informations à droite) n'est pas obligatoire pour parachever la mise en page.

Pour une aide détaillée, merci de consulter Aide:Wikification.
Si vous pensez que ces points ont été résolus, vous pouvez retirer ce bandeau et améliorer la mise en forme d'un autre article.
Le subitisme est le courant d'idées favorable à la notion d'éveil soudain, l'idée que la compréhension de la nature de bouddha, ou la nature de l'esprit,  est "soudaine",  "d'un coup d'œil", "découvert tous ensemble" ou "ensemble"., complètement, simultanément », par opposition à « successivement ou découverts l'un après l'autre ».  Il peut être posé comme opposé au gradualisme, l'approche bouddhique originale qui dit que suivre le dharma ne peut être atteint que pas à pas, à travers une pratique ardue.  

## Étymologie
L'application du terme «subitisme» au bouddhisme est dérivée du français illumination subite (réveil soudain), contrastant avec «illumination graduelle» (réveil progressif). Il s'est répandu dans cet usage en anglais à partir des travaux du sinologue Paul Demiéville . Son ouvrage de 1947 «Mirror of the Mind» a été largement lu aux États-Unis. Il a inauguré une série de lui sur le subitisme et le gradualisme,.
Le terme chinois tun, tel qu'il est utilisé dans tun- wu, traduit par « subite », soudain  a un sens plus large que « soudain ».  Il est plus approprié de le traduire par "d'un coup d'œil", "découvert tous ensemble" ou "ensemble, complètement, simultanément", par opposition à "successivement ou découverts l'un après l'autre".  Cela signifie que tous les aspects de la pratique bouddhiste sont réalisés, ou actualisés, simultanément, et non l'un après l'autre comme dans un programme scolaire graduel ou linéaire. Concrètement, les souillures ne sont pas effacées progressivement, par de bonnes œuvres, mais simultanément.    
Subitisation, également dérivé de l'adjectif latin subitus, est le jugement rapide, précis et confiant de nombres effectué pour un petit nombre d'éléments.

## Dun wudans le bouddhisme chinois

### Chan
La distinction entre l'éveil soudain et progressif a ses racines dans le bouddhisme indien.  Il a été introduit pour la première fois en Chine au début du Ve siècle de notre ère par Tao Sheng .  Le terme est devenu d'une importance centrale dans le bouddhisme Chan, où il est utilisé pour désigner la position doctrinale selon laquelle l'éveil, la compréhension ou la réalisation des enseignements bouddhistes, se produit simultanément et n'est pas le fruit d'une accrétion ou d'une réalisation progressive.

#### Shenhui
Au VIIIe siècle, la distinction est devenue une partie d'une lutte d'influence à la cour chinoise par Shenhui, un élève de Huineng . Par la suite, «l'illumination soudaine» est devenue l'une des caractéristiques du bouddhisme Chan, bien que la nette distinction ait été adoucie par les générations suivantes de pratiquants. 
Cet adoucissement se reflète dans le Platform Sutra de Huineng .

« Pendant que le patriarche vivait au monastère de Bao Lin, le grand maître Shen Xiu prêchait au monastère Yu Quan de Jing Nan. A cette époque les deux Ecoles, celle de Hui Neng du Sud et celle de Shen Xiu du Nord, fleurissent côte à côte. Comme les deux écoles se distinguaient l'une de l'autre par les noms "Sudden" (le Sud) et "Gradual" (le Nord), la question de savoir quelle secte elles devaient suivre déconcertait certains érudits bouddhistes (de l'époque). (Voyant cela), le Patriarche s'adressa à l'assemblée comme suit :
En ce qui concerne le Dharma, il ne peut y avoir qu'une seule École. (Si une distinction existe) elle existe dans le fait que le fondateur d'une école est un homme du nord, tandis que l'autre est un homme du sud. Alors qu'il n'y a qu'un seul dharma, certains disciples s'en rendent compte plus rapidement que d'autres. La raison pour laquelle les noms « Soudain » et « Graduel » sont donnés est que certains disciples sont supérieurs aux autres dans leurs dispositions mentales. En ce qui concerne le Dharma, la distinction entre « Soudain » et « Graduel » n'existe pas. »

#### Rivalité entre écoles
Alors que l'on disait que la soi-disant «école du Sud» mettait l'accent sur l'illumination soudaine, elle marquait également un changement de base doctrinale du Laṅkāvatāra Sūtra à la tradition prajnaparamita, en particulier le Diamond Sutra . Le Laṅkāvatāra Sūtra, qui approuve la nature de bouddha, mettait l'accent sur la pureté de l'esprit, qui peut être atteinte par gradations. Le Diamond Sutra met l'accent sur śūnyatā, qui "doit être réalisé totalement ou pas du tout". 
Une fois cette dichotomie en place, elle a défini sa propre logique et rhétorique, qui sont également reconnaissables dans la distinction entre les écoles Caodong ( Sōtō ) et Linji ( Rinzai ).  Mais cela conduit également à une "polémique sectaire parfois amère et toujours prolixe entre les exégètes Ch'an et Hua-yen ultérieurs".  Dans la classification Huayan des enseignements, l'approche soudaine était considérée comme inférieure à l'Enseignement Parfait de Huayan. Guifeng Zongmi, cinquième patriarche des Huayan et maître Chan, a conçu sa propre classification pour contrer cette subordination.  Pour établir la supériorité de Chan, Jinul, la figure la plus importante dans la formation du Seon coréen, a expliqué l'approche soudaine comme ne pointant pas vers la simple vacuité, mais vers l'ainsi ou le dharmadhatu . 

#### Réinterprétations ultérieures
Guifeng Zongmi, successeur de cinquième génération de Shenhui, a également adouci la frontière entre le soudain et le progressif. Dans son analyse, l'éveil soudain indique la vision de sa vraie nature, mais doit être suivi d'une cultivation progressive pour atteindre la bouddhéité . 
Cette cultivation graduelle est également reconnue par Dongshan Liangjie, qui a décrit les Cinq Rangs de l'illumination. D'autres exemples de représentation d'étapes sur le chemin sont les dix taureaux, qui détaillent les étapes sur le chemin, les trois portes mystérieuses de Linji et les quatre façons de savoir de Hakuin Ekaku .  Cette cultivation graduelle est décrite par Chan Master Sheng Yen comme suit :

« Les expressions ch'an font référence à l'illumination comme "voir sa propre nature". Mais même cela ne suffit pas. Après avoir vu votre propre nature, vous devez approfondir encore plus votre expérience et la faire mûrir. Vous devriez avoir une expérience d'illumination encore et encore et les soutenir avec une pratique continue. Même si Ch'an dit qu'au moment de l'illumination, votre vision est la même que celle du Bouddha, vous n'êtes pas encore un bouddha complet . [20]. »

### Hua-yen
Dans la Classification Quintuple de l' école Huayan et les Cinq Périodes et Huit Enseignements de l' école Tiantai, l'enseignement soudain occupait une place élevée, mais toujours inférieur aux enseignements Complets ou Parfaits de ces écoles.

### Terre pure
Shandao a précisé que le Dharma de la Terre Pure est soudain. Honen l'a expliqué comme "le soudain des enseignements soudains (頓中頓)". Shinran l'a classé comme Sudden Crosswise (vs. dans le sens de la longueur) Transcendance via Easy (vs. Difficile) Pratique.

### Dzogchen
Dzogchen (La Grande Perfection), alias Ati-Yoga, est une tradition tibétaine d'illumination soudaine.

### Seon coréen
Chinul, un maître Seon coréen du XIIe siècle, a suivi Zongmi et a également souligné que la compréhension de notre vraie nature est soudaine, mais doit être suivie par la pratique pour mûrir la compréhension et atteindre la pleine bouddhéité. 
Dans le Seon coréen contemporain, Seongcheol a défendu la position de "la perspicacité soudaine, la culture soudaine". Citant Taego Bou (太古普愚 : 1301-1382) comme le véritable successeur de la lignée des patriarches Linji Yixuan (臨済義玄) plutôt que Jinul (知訥 : 1158-1210), il a défendu la position originale de Hui Neng de "soudain". illumination, culture soudaine' ( Hangul : 돈오돈수, Hanja : 頓悟頓修) par opposition à la position de Jinul de 'l'illumination soudaine, culture graduelle' ( Hangul : 돈오점수, Hanja : 頓悟漸修). Alors que Jinul avait initialement affirmé qu'avec l'illumination vient la nécessité d'approfondir sa pratique en détruisant progressivement les vestiges karmiques obtenus grâce à des millions de renaissances, Huineng et Seongcheol ont soutenu qu'avec l'illumination parfaite, tous les vestiges karmiques disparaissent et on devient immédiatement un bouddha,,,.

### Vulgarisation en Occident
Lorsque le Zen a été introduit en Occident, les histoires Rinzai de maîtres non conventionnels et d'illumination soudaine ont captivé l'imagination populaire. DT Suzuki a eu une influence déterminante à cet égard. C'était l'affirmation de Suzuki qu'un satori zen (éveil) était le but de la formation de la tradition,. Comme Suzuki l'a dépeint, le bouddhisme zen était une religion hautement pratique dont l'accent mis sur l'expérience directe le rendait particulièrement comparable aux formes d' expérience mystique que des érudits tels que William James avaient soulignées comme la source de tout sentiment religieux.

## Spiritualité indienne
L'accent mis sur l'expérience directe est également reconnu dans les formes de spiritualité indienne, qui ont gagné en popularité en Occident dans les années 1960 et 1970, et ont encore influencé le discours sur l'éveil en Occident.

### Advaita Vedanta - Shankara
La tradition Advaita souligne que, puisque Brahman est toujours présent, la connaissance de Brahman est immédiate et ne nécessite aucune «action», c'est-à-dire des efforts et des efforts, comme l'articule Shankara;    pourtant, il prescrit également une pratique préparatoire élaborée, y compris le samadhi yogique et la contemplation sur les mahavakyas,     posant un paradoxe qui est également reconnu dans d'autres disciplines spirituelles et traditions.  
L'Advaita Vedānta classique considère l'état libéré d'être Atman-Brahman comme sa véritable identité et inhérente à l'être humain. Aucune action humaine ne peut « produire » cet état libéré, car c'est ce que l'on est déjà.  Comme l'a déclaré Swami Vivekananda :

« Les Vedas ne peuvent pas vous montrer Brahman, vous êtes déjà Cela. Ils ne peuvent qu'aider à lever le voile qui cache la vérité à nos yeux. La cessation de l'ignorance ne peut venir que lorsque je sais que Dieu et moi sommes un ; en d'autres termes, identifiez-vous avec Atman, pas avec les limitations humaines. L'idée que nous sommes liés n'est qu'une illusion [Maya]. La liberté est inséparable de la nature de l'Atman. Ceci est toujours pur, toujours parfait, toujours immuable. »

— -  Commentaire d'Adi Shankara sur le quatrième Vyasa Sutra , Swami Vivekananda 
Pourtant, il met également l'accent sur l'effort humain, la voie du Jnana Yoga, une progression d'étude et de formation pour réaliser sa véritable identité en tant qu'Atman-Brahman et atteindre moksha .    Alors que le néo-Advaita met l'accent sur la perspicacité directe, l'Advaita Vedanta traditionnel implique plus que l'auto-enquête ou la simple perspicacité de sa vraie nature, mais comprend également la maîtrise de soi, les études textuelles et la perfection éthique. Il est décrit dans les livres classiques d'Advaita comme Upadesasahasri de Shankara  et le Vivekachudamani, qui est également attribué à Shankara.
Les sruti (écritures), le bon raisonnement et la méditation sont les principales sources de connaissance ( vidya ) de la tradition Advaita Vedānta.    Il enseigne que la connaissance correcte d'Atman et de Brahman est réalisable par svādhyāya,  étude de soi et des textes védiques, et trois étapes de pratique : sravana (perception, audition), manana (pensée) et nididhyasana (méditation),  une méthodologie en trois étapes qui est enracinée dans les enseignements du chapitre 4 du Brihadaranyaka Upanishad . 
Shankara considérait les srutis comme les moyens de connaissance de Brahman, et il était ambivalent à propos des pratiques yogiques et de la méditation, qui au mieux peuvent préparer quelqu'un à Brahma-jnana . Selon Rambacharan, critiquant la présentation par Vivekananda du yoga et du samadhi comme un moyen advaitique de connaissance, Shankara déclare que la connaissance de Brahman ne peut être obtenue qu'à partir de l'enquête du Shruti, et non par le yoga ou le samadhi, qui au mieux ne peut que faire taire l'esprit.

### Ramana Maharshi - Akrama mukti
Ramana Maharshi a fait une distinction entre akrama mukti, "libération soudaine", par opposition au krama mukti, "libération progressive" comme dans la voie Vedanta du jnana yoga :  

« Certaines personnes, dit-il, commencent par étudier la littérature dans leur jeunesse. Puis ils s'adonnent aux plaisirs du monde jusqu'à ce qu'ils en aient assez. Ensuite, lorsqu'ils sont à un âge avancé, ils se tournent vers les livres sur le Vedanta. Ils vont voir un gourou et sont initiés par lui, puis commencent le processus de sravana, manana et nididhyasana, qui culmine finalement en samadhi. C'est la manière normale et standard d'aborder la libération. Cela s'appelle krama mukti [libération progressive]. Mais j'ai été dépassé par l'akrama mukti [libération soudaine] avant de passer par l'une des étapes mentionnées ci-dessus. »

### Inchegeri Sampradaya - "le chemin des fourmis"
Les enseignements de Bhausaheb Maharaj, le fondateur de l' Inchegeri Sampradaya, ont été appelés « la voie des fourmis »,  la voie de la méditation, tandis que les enseignements de Siddharameshwar Maharaj, ses disciples Nisargadatta Maharaj et Ranjit Maharaj et Le disciple de Nisargadatta, Ramakant Maharaj a été appelé "le chemin de l'oiseau",  le chemin direct vers la découverte de soi : 

« Le chemin de la méditation est un long chemin ardu tandis que le chemin de l'oiseau est un chemin clair et direct d'investigation de soi, d'exploration de soi et d'utilisation de la pensée ou de concepts comme aide à la compréhension et à la réalisation de soi. Parfois, cette approche est également appelée la voie inversée. Ce que le chemin inverse indique est le détournement de l'attention de l'objectivité vers le sens plus subjectif de son Être.  Avec le Bird's Way, l'esprit doit d'abord être rendu subtil. Cela se fait généralement avec une méditation initiale sur un mantra ou une phrase qui aide l'aspirant à aller au-delà du corps mental/conceptuel, en utilisant un concept pour aller au-delà de la conceptualisation. . »

Les termes apparaissent dans la Varaha Upanishad, chapitre IV :
34. (Le Rishi) Suka est un Mukta (personne émancipée). (Le Rishi) Vamadeva est un Mukta. Il n'y a pas d'autres (qui ont atteint l'émancipation) que par ceux-ci (c'est-à-dire, les deux chemins de ces deux Rishis). Ces hommes courageux qui suivent le chemin de Suka dans ce monde deviennent Sadyo-Muktas (c'est-à-dire émancipés) immédiatement après (le corps s'use);

35. Tandis que ceux qui suivent toujours le chemin de Vamadeva (c'est-à-dire Vedanta) dans ce monde sont sujets encore et encore à des renaissances et atteignent l'émancipation Krama (progressive), par le Yoga, le Sankhya et les Karmas associés à Sattva (Guna).

36. Ainsi, il y a deux voies tracées par le Seigneur des Devas (à savoir, les voies Suka et Vamadeva). Le chemin de Suka est appelé le chemin de l'oiseau ; tandis que le chemin Vamadeva est appelé le chemin de la fourmi.

## Voir également
- Lumières dans le bouddhisme
- Illumination (spirituelle)
- Jinul
- Mushi-dokugo ("auto-illumination")
- Sous-titrage
- Shattari
- Illuminationnisme

## Web
1. ↑  Bernard Faure, Chan/Zen Studies in English: The State Of The Field
2. ↑  The Sudden School and the Gradual School. Chapter VIII
3. ↑  The Five Ranks of Tozan
4. ↑  Swami Krishnananda, The Attainment of Liberation: Progressive Salvation
5. 1 2  http://nondualite.free.fr, Shri Sadguru Siddharameshwar Maharaj